# 212606 Janulis
212606 Janulis este un asteroid din centura principală de asteroizi.

## Descriere
212606 Janulis este un asteroid din centura principală de asteroizi. A fost descoperit pe 27 septembrie 2006 la Moletai de Kazimieras Černis și Justas Zdanavičius. Asteroidul prezintă o orbită caracterizată de o semiaxă mare de 2,74 ua, o excentricitate de 0,13 și o înclinație de 0,9° în raport cu ecliptica.